# Роза (Палермо)
Роза је насеље у Италији у округу Палермо, региону Сицилија.
Према процени из 2011. у насељу је живело 68 становника. Насеље се налази на надморској висини од 135 м.